# Drei Pagoden des Chongsheng-Tempels

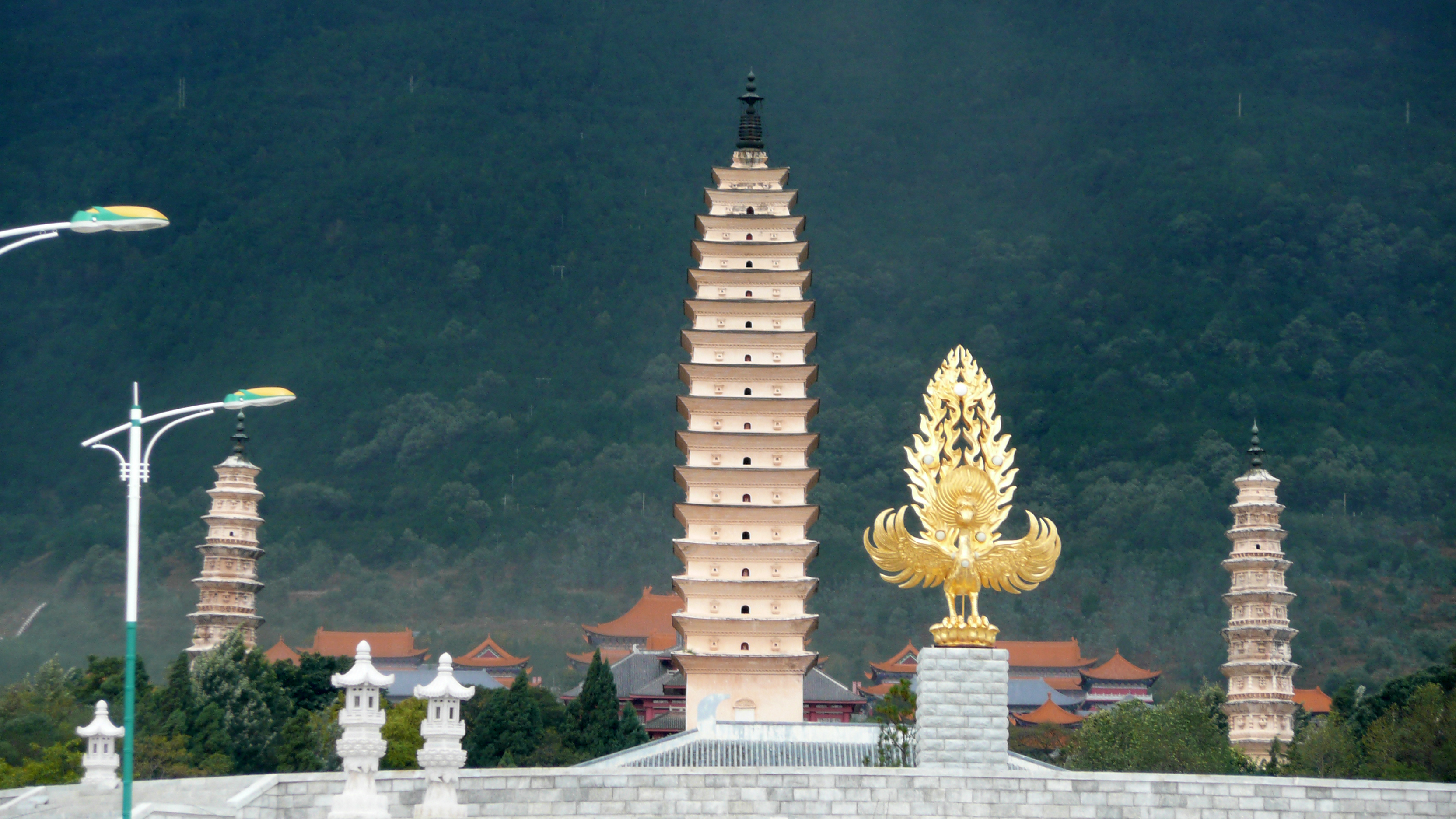
Drei Pagoden des Chongsheng-Tempels (Dali)

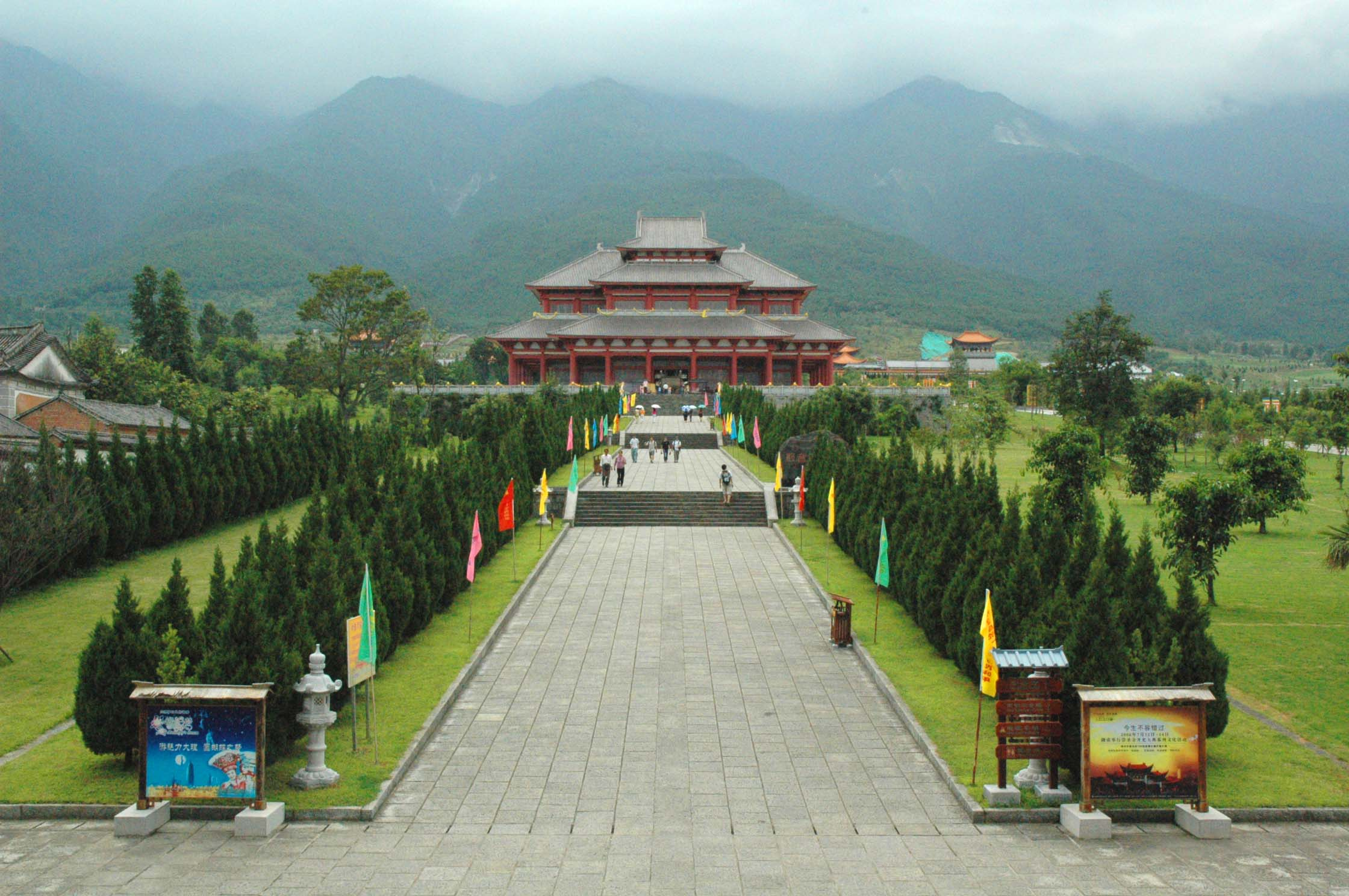
Der Chongsheng-Tempel in Dali

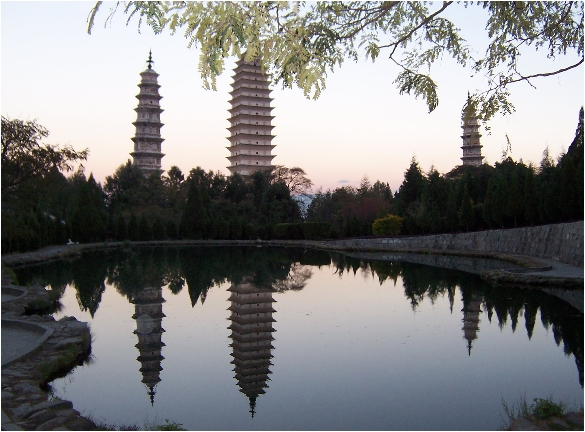
Die Drei Pagoden mit See von hinten

Die Drei Pagoden des Chongsheng-Klosters (chinesisch 崇圣寺三塔, Pinyin Chóngshèng sì sān tǎ, englisch Three Pagodas) in Dali, der Hauptstadt des autonomen Bezirks Dali der Bai in der südwestchinesischen Provinz Yunnan, sind im alten Baustil der Bai-Nationalität erbaut.
Die mächtige Mittelpagode (Qianxun-Pagode) wurden zwischen den Jahren 823 und 859 erbaut, in der Ära des Königs Quan Fengyou 劝丰佑 des lokalen Königreiches Nanzhao. Sie ist 69,13 m hoch und hat 16 Stockwerke. Die beiden kleineren, später erbauten Pagoden im Norden und Süden sind jeweils 42,19 m hoch und haben 10 Stockwerke.
Die Pagoden stehen seit 1961 auf der Liste der Denkmäler der Volksrepublik China (1-65).